# Célestin Ayme
Pour les articles homonymes, voir Aymé.
Pas d'image ? Cliquez ici

a Compétitions nationales et continentales officielles uniquement.

b Matchs officiels uniquement.
Célestin Aymé, né le 5 octobre 1935 à la Tour-du-Pin et mort le 30 janvier 2009 à Aix-en-Provence, est un joueur international français de rugby à XIII .

## Palmarès
- Collectif :
  - Vainqueur du Championnat de France : 1956 (Albi).
  - Finaliste du Championnat de France : 1960 (Albi).

### Détails en sélection
| 1. | 3 novembre 1957 | Grande-Bretagne | 14-25 | Test-match | Ailier | 3 | 1 | - | - |